# Малое Костино
Малое Костино — деревня в Грязовецком районе Вологодской области на реке Лухта.
Входит в состав Комьянского муниципального образования, с точки зрения административно-территориального деления — в Комьянский сельсовет.
Расстояние по автодороге до районного центра Грязовца — 24,2 км, до центра муниципального образования Хорошево — 2,5 км. Ближайшие населённые пункты — Большое Костино, Аграфенка, Большое Денисьево.
По данным переписи в 2002 году постоянного населения не было.